# Lịch sử nông nghiệp

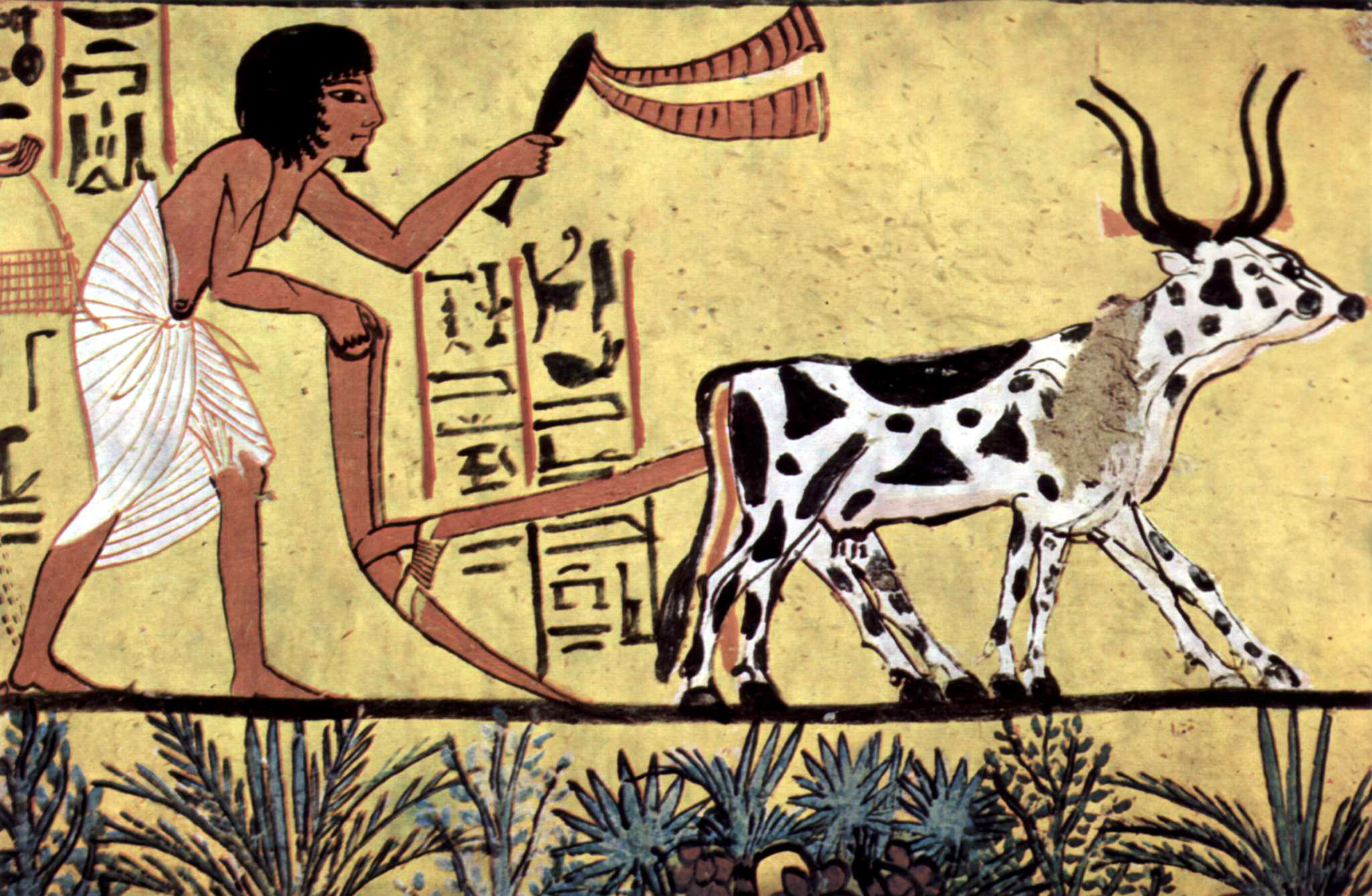
Cày bằng một cái ách móc vào gia súc có sừng ở Ai Cập cổ đại. Bức tranh từ phòng chôn cất Sennedjem, khoảng năm 1200 TCN

Lịch sử nông nghiệp ghi lại quá trình thuần hóa các loại cây trồng và vật nuôi, phát triển và phổ biến các kỹ thuật chăn nuôi hiệu quả. Nông nghiệp bắt đầu xuất hiện một cách độc lập ở các khu vực khác nhau trên thế giới, và bao gồm một loạt các đơn vị phân loại. Ít nhất mười một khu vực riêng biệt của Cựu thế giới và Tân thế giới đã tham gia như những trung tâm nguồn gốc độc lập.
Các loại cây lương thực hoang dã đã được thu thập và ăn từ ít nhất 105.000 năm trước. Tuy nhiên, quá trình thuần hóa chúng đã không xảy ra cho đến sau này. Bắt đầu từ khoảng năm 9500 TCN, tám cây trồng của người sáng lập thời đồ đá mới - lúa mì emmer, lúa mì einkorn, lúa mạch tách vỏ, đậu Hà Lan, đậu lăng, đậu tằm đắng, đậu gà và hạt lanh - được trồng ở Levant. Lúa mạch đen có thể đã được trồng sớm hơn, nhưng điều này vẫn còn gây tranh cãi. Lúa gạo được thuần hóa ở Trung Quốc vào năm 6200 TCN với cách trồng sớm nhất được biết đến từ năm 5700 TCN, tiếp theo là đậu xanh, đậu nành và đậu azuki. Lợn được thuần hóa ở vùng Lưỡng Hà vào khoảng 11.000 năm TCN, tiếp theo là cừu từ năm 11.000 TCN đến 9000 TCN. Gia súc được thuần hóa từ bò rừng hoang dã ở các khu vực thuộc Thổ Nhĩ Kỳ và Ấn Độ hiện đại vào khoảng năm 8500 TCN. Cây mía và một số loại rau ăn củ đã được thuần hóa ở New Guinea vào khoảng năm 7000 TCN. Cao lương được thuần hóa ở vùng Sahel của Châu Phi vào năm 3000 TCN. Ở dãy Andes của Nam Mỹ, khoai tây được thuần hóa từ năm 8000 TCN đến 5000 TCN, cùng với đậu, coca, lạc đà không bướu, lạc đà Alpaca và chuột lang. Chuối được trồng và lai tạo trong cùng thời kỳ ở Papua New Guinea. Ở Trung Bộ châu Mỹ, cây teosinte hoang dã được thuần hóa thành ngô vào năm 4000 TCN. Bông được thuần hóa ở Peru vào năm 3600 TCN. Lạc đà được thuần hóa muộn, có lẽ vào khoảng năm 3000 TCN.
Thời đại đồ đồng, từ khoảng năm 3300 TCN, chứng kiến sự phát triển mạnh mẽ của nông nghiệp ở các nền văn minh như Lưỡng Hà Sumer, Ai Cập cổ đại, Nền văn minh lưu vực sông Ấn của tiểu lục địa Ấn Độ, Trung Quốc cổ đại và Hy Lạp cổ đại. Trong thời đại đồ sắt và kỷ nguyên của thời cổ đại, việc mở rộng của La Mã cổ đại, cả trong giai đoạn Cộng hòa và sau đó là đế quốc, trong suốt Địa Trung Hải thời cổ đại và Tây Âu xây dựng dựa trên hệ thống hiện có của nông nghiệp đồng thời cũng thiết lập các hệ thống trang ấp mà sau đó đã trở thành một nền tảng của nông nghiệp thời Trung cổ. Vào thời Trung cổ, cả trong thế giới Hồi giáo và ở châu Âu, nông nghiệp đã được chuyển đổi với các kỹ thuật được cải tiến và sự phổ biến của các loại cây trồng, bao gồm cả việc đưa đường, gạo, bông và các loại cây ăn quả như cam đến châu Âu bằng con đường Al- Andalus. Sau chuyến đi của Christopher Columbus vào năm 1492, vụ trao đổi Colombia đã mang các loại cây trồng của Thế giới mới như ngô, khoai tây, khoai lang và sắn đến châu Âu, và các loại cây trồng của Thế giới cũ như lúa mì, lúa mạch, gạo và củ cải, và gia súc bao gồm cả ngựa, gia súc, cừu và dê đến châu Mỹ.